# Keane
Keane es una banda inglesa de rock alternativo formada en 1995, procedente de Battle, East Sussex, en el sureste de Inglaterra. Está integrada por Tim Rice-Oxley como compositor y teclista, Tom Chaplin como vocalista y guitarrista, Richard Hughes en la batería, y Jesse Quin en el bajo, este último se uniría en 2007. Dominic Scott fue vocalista de la banda hasta 1997, cuando se unió Tom Chaplin y guitarrista principal del grupo hasta 2001. 
Sus primeros 4 álbumes en estudio, Hopes and Fears (2004), Under the Iron Sea (2006), Perfect Symmetry (2008) y Strangeland (2012) fueron directos al número 1 de la lista británica de ventas UK Albums Chart, inmediatamente después de su lanzamiento consiguiendo cerca de 10 millones de discos vendidos en total. Estuvieron separados de manera temporal desde 2014 hasta enero de 2019.
Keane es conocida por usar el piano como principal instrumento en lugar de guitarras, al contrario de muchas bandas de rock. Sin embargo, hacen uso de pedales de efectos y sintetizadores, dándoles un gran rango de sonidos no limitados al tradicional sonido del piano. A partir de su tercer álbum, Perfect Symmetry, la banda incluyó parcialmente guitarras en sus canciones, y también en sus más recientes álbumes de estudio Strangeland y Cause and Effect. La voz de Tom Chaplin es considerada uno de los factores en el éxito del grupo.
En 2008 se incluyeron dos de sus discos, Hopes and Fears y Under the Iron Sea, en la lista Q de los 50 mejores discos británicos de todos los tiempos, siendo, junto a Radiohead, Oasis y The Beatles, los únicos grupos en tener al menos dos álbumes entre los veinte primeros puestos.

## Historia

### Primeros años (1995-1999)
El deseo de formar un grupo apareció cuando Rice-Oxley aún se encontraba estudiando la escuela secundaria en Tonbridge. Sin embargo, siendo una escuela altamente relacionada con los deportes, a él y a Hughes les costó mucho lograrlo, como se denota en un comentario por parte de Hughes: "la idea de formar una banda en ese tipo de ambiente es realmente un reto. Si no hay un bate y una pelota involucrados, simplemente te ven como un completo loco."
Finalmente, estudiando la carrera de Humanidades en la University College London (UCL, Universidad de Londres) en 1995, Rice-Oxley formó un grupo de rock con su amigo Dominic Scott e invitaron a Richard a tocar la batería. Comenzaron como una banda de covers, tocando canciones de sus artistas favoritos, incluyendo U2, Oasis y The Beatles, ensayando en sus casas.
Aunque Hughes y Scott se opusieron al principio, Chaplin se unió al grupo en 1997 y se encargó de la voz y la guitarra acústica.
La unión de Tom a la banda también marcó un cambio de nombre, de "The Lotus Eaters" ("Los comedores de loto") a "Cherry Keane", en honor a una amiga de la madre de Tom, a quien Tim y Tom conocieron de pequeños y que fue una gran influencia en sus vidas. El nombre fue acortado a "Keane" pronto.
En una entrevista realizada por la radio Urbana de Paraguay, Tom Chaplin desmintió que la banda anteriormente fue llamada Coldplay. Después de escuchar los talentos de Rice-Oxley con el piano durante un fin de semana en Virginia Water, Chris Martin lo invitó a unirse al emergente Coldplay pero Rice-Oxley no aceptó al no querer abandonar a Keane: "Estaba seriamente interesado, pero Keane ya estaba funcionando y la idea de ser el teclista de Coldplay fue desechada".
Teniendo muchas canciones propias listas para ser interpretadas, Keane hizo su debut en el "Hope and Anchor" el 13 de julio de 1998
Después de este concierto, a través de 1998 y 1999, el grupo se presentó en muchos pubs de Londres. Fue en estos tiempos también que Tom dejó sus estudios de Historia del arte para mudarse a Londres y dedicarle tiempo completo a su carrera musical.

### Primeros lanzamientos y abandono de Scott (1999-2003)
A finales de 1999 y sin un contrato discográfico, Keane grabó su primer sencillo promocional, "Call Me What You Like". Lanzado en formato CD, fue vendido después de los conciertos en los pubs donde solían tocar durante febrero del 2000. Se cree que alrededor de quinientas copias fueron vendidas. Algunas de las canciones de esta primera etapa se pueden descargar en internet. El grupo ha declarado que no están en contra de los fanes compartiendo las canciones que no fueron grabadas en CD, como "More Matey" y "Emily", con Chaplin comentando: "Seguramente ven esas grabaciones como un extra para aprovecharse - No veo que cause ningún daño. Si fuera el álbum que lanzaremos ("Under the Iron Sea") entonces tal vez me sentiría diferente"
El EP fue revisado profesionalmente por Bec Rodwell de eFestivals, quien clasificó "Closer Now" como la mejor canción del disco El CD fue lanzado bajo el sello propio de la banda, Zoomorphic ("Zoomorfo" en español)
Cuatro meses después de la regrabación de "Call Me What You Like" en febrero del 2001, su segundo sencillo, "Wolf At The Door" fue lanzado. Se cree que solo cincuenta copias hechas a mano fueron producidas, usando CD-R.
Ambos sencillos son muy valorados como artículos de coleccionista por los fanes. Particularmente, "Wolf At The Door" ha alcanzado precios de £1000 en eBay.
Debido al limitado éxito que estaban teniendo, Scott decidió abandonar el grupo un mes después de que este sencillo fuera lanzado, para continuar con sus estudios en la London School of Economics. Rice-Oxley y Scott eran los compositores principales de las canciones del grupo durante sus primeros años. Cuando Scott se retiró, Rice-Oxley se convirtió en el único. Sin embargo, Tim acredita al resto de la banda en todas las composiciones, para que los beneficios generados sean repartidos.
En julio de 2001, el grupo fue invitado por el productor James Sanger a su estudio de grabación en Les Essarts, Francia, donde grabaron algunas canciones ayudados por el hermano de Tim (Zaul Rice-Oxley), incluyendo "Bedshaped" y "This Is The Last Time". Fue durante estas sesiones cuando surgió la idea de usar un piano como instrumento principal. Sanger apareció en los créditos de cuatro canciones del álbum.
Poco después de su regreso a Inglaterra en noviembre del 2001, firmaron a BMG para publicar su música. 
En diciembre del 2002, el grupo decidió volver a las presentaciones en vivo. A uno de los conciertos, en el Betsey Trotwood de Londres, asistió Simon Williams de Fierce Panda Records. Williams ofreció a la banda sacar su primer sencillo comercial, "Everybody's Changing", el cual Steve Lamacq de la BBC Radio 1, eligió el sencillo de la semana el 19 de abril del 2003. El CD sencillo fue lanzado el 12 de mayo de ese año. Como resultado de la atención creada por este sencillo, una batalla se libró entre las discográficas, y Keane acabó firmando con Island Records el verano de 2003.
Después de ello, la banda lanzó "This Is The Last Time" con Fierce Panda el 13 de octubre del 2003.

### Hopes and Fears (2004-2006)
El primer sencillo de la era Hopes And Fears fue "Somewhere Only We Know", que debutó el 16 de febrero de 2004. Fue todo un éxito, alcanzando el Top 3 Singles en Inglaterra, un número solo alcanzado de nuevo por "Is It Any Wonder?" en 2006, que este último sería su único número 1 hasta la fecha en los UK Singles Chart.
Su álbum debut Hopes and Fears salió a la calle el 10 de mayo de 2004. Alcanzó el puesto número uno en las listas de ventas y fue el segundo disco más vendido del año en el Reino Unido, después del disco de Scissor Sisters, perdiendo el primer puesto el último día del año por solo 501 copias.
La banda ganó dos Premios Brit, mejor álbum por Hopes and Fears y banda del año. En mayo de 2004 recibieron el Premio Ivor Novello como compositores del año. "Everybody's Changing" fue nominada como canción del año pero el premio acabó recayendo en The Streets por "Dry Your Eyes".

Keane ganó fama en los EE. UU. actuando como teloneros de U2 en la gira mundial del grupo irlandés.
Además, el grupo fue nominado al Grammy como Mejor artista revelación de 2006, que acabaría ganando John Legend, lo cual suscitó polémica ya que John Legend no era una "revelación": en la edición pasada ya había sido premiado.
Del Hopes And Fears se lanzaron finalmente cinco sencillos: "Somewhere Only We Know", "Everybody's Changing", "Bedshaped", "This Is The Last Time" y "Bend And Break".

### Under the Iron Sea (2006-2007)
Desde abril de 2005, la banda preparó su segundo álbum de estudio, producido por Andy Green. La grabación se hizo entre Rye, East Sussex (donde se grabó Hopes and Fears) y Nueva York. El lanzamiento oficial del segundo compacto cuyo título es Under the Iron Sea fue el 12 de junio de 2006 en Europa y ocho días más tarde en Estados Unidos y Canadá. En abril fue estrenado el video "Atlantic" y posteriormente, el 29 de mayo el sencillo "Is It Any Wonder?", que este sencillo es hasta la fecha su #1 en Inglaterra.
El álbum llegó al top 1 en su primera semana, y permaneció ahí una semana más. Actualmente el disco ha vendido 2.690.000 copias.
El tercer sencillo del álbum fue "Crystal Ball", lanzado el 21 de agosto de este año. También está previsto para el 30 de octubre el lanzamiento de "Nothing In My Way" como el cuarto sencillo del álbum.
Hay dos cuartos sencillos que son "A Bad Dream" (lanzado a la venta el 22 de enero de 2007) y "Try Again", puesto a la venta en la misma fecha pero solo en Alemania. De él se pueden encontrar tres versiones con portadas de diferentes colores, aunque con la misma imagen. Todas ellas incluyen rarezas, "caras B" o material multimedia.
A principios de 2007, Keane inició su gira mundial, actuando en varios países de Europa. Prosiguieron la gira en Sudamérica: el 13 de abril actuaron en Buenos Aires (Argentina), en el festival Quilmes Rock 2007. Después de Argentina, Keane se presentó en Chile el 15 de abril. 
Posteriormente actuaron en Brasil: el 17 y el 18 de abril lo hicieron en el Credicard Hall de São Paulo, y el 19 de abril en el Claro Hall de Río de Janeiro. Acabando su gira por Sudamérica, se presentaron en México. El 24 de abril dieron una concierto en el Auditorio Coca-Cola de Monterrey, el 26 de abril en el Arena VFG de Guadalajara, y el 27 de abril en el Auditorio Nacional de Ciudad de México, siendo este el último concierto de la gira latinoamericano.
En mayo de 2007, realizaron su gira norteamericana y en junio actuaron por toda Inglaterra. 
Durante el verano de 2007 estaba prevista la actuación de la banda dentro del festival Aguaviva Canarias, que se celebra en Tenerife (España). La actuación fue finalmente cancelada. Actuaron en el Natural Music Festival que se celebró en El Ejido (Almería, España), el 4 de agosto de 2007.
A finales del año 2007, Keane lanzó un sencillo que fue hecho para ser lanzado en el Under The Iron Sea, pero que no llegó a entrar finalmente al álbum, el sencillo se llamó The Night Sky. Este sencillo se lanzó a beneficencia de la War Child Fundation. Durante la pequeña gira que se hizo en el Reino Unido para promocionar este sencillo fue la primera vez que Jesse Quin tocó con Keane, como miembro de apoyo.
Finalmente, del álbum se desprendieron seis sencillos: "Atlantic", "Is It Any Wonder?", "Crystal Ball", "Nothing In My Way", "Try Again" y "A Bad Dream".

### Perfect Symmetry (2008-2009)
El tercer álbum de estudio de la banda, Perfect Symmetry, salió a la luz el 13 de octubre de 2008, y en su primera semana llegó al número 1 de las listas de ventas del Reino Unido y el número 7 en el Billboard 200 de Estados Unidos. 
El álbum se preparó en estudios de París, Berlín y Londres. El disco ha recibido críticas muy variadas, la mayoría lo nombran como el mejor álbum de la banda en cuanto a ventas, entre las que cabe destacar la mayor puntuación que le ha dado la revista Rolling Stone a Keane.
Desde la preparación de Perfect Symmetry, se unió a la banda Jesse Quin, como bajista y percusionista. Este músico, también británico, apareció por primera vez en vivo con Keane durante los conciertos que dio la banda para la promoción del sencillo "The Night Sky". Quin se hizo inmediatamente muy amigo del trío británico, quienes lo invitaron para las sesiones de grabación del Perfect Symmetry. El músico británico fue una fuente de ideas, además de ser un músico multiinstrumental talentoso, tanto fue así que se quedó con el trío para todas las sesiones de grabación y además también los acompañó durante la gira "Perfect Symmetry Tour" entre 2008 y 2009, haciéndose querido por los fanes y logrando crear una imagen de cuarteto para muchos de ellos, es por eso que es conocido como el Cuarto Keane, pero no había sido incluido oficialmente en la banda, en ese momento.
En diciembre de 2008, el disco Perfect Symmetry fue nombrado el mejor del año por Q Magazine y Q Radio. El sencillo "Perfect Symmetry" también fue elegido como la mejor canción del año.
Del álbum se desprendieron cuatro sencillos: "Spiralling", "The Lovers Are Losing", "Perfect Symmetry" y "Better Than This".

### Night Train EP(2010)
En el video de una entrevista con la NME, Tom Chaplin indicó que la banda habría programado el lanzamiento de un mini-álbum en mayo de 2010. Se mencionó que se incluiría en el disco una colaboración con el rapero somalí-canadiense K'naan, y se dice que colaborarían en una canción con Kanye West. Originalmente, ambas los lanzamientos de las colaboraciones estaban previstos para finales del 2009.
Con K'Naan grabaron dos canciones, el sencillo "Stop For A Minute" (incluida en el juego Pro Evolution Soccer 2011) y la canción "Looking Back". También la cantante japonesa Tigarah colaboró en una canción, cantando en japonés en la versión de la canción "Ishin Densin (You've Got To Help Yourself)" de la banda japonesa Yellow Magic Orchesta.
Luego de estos anuncios, el 29 de noviembre fue confirmado que el miniálbum sería un EP titulado Night Train, cuya fecha oficial de lanzamiento fue el 10 de mayo del 2010. Para promocionar el EP hicieron el "Night Train Tour", con el cual recorrieron, como parte del "Forest Tour", los bosques más importantes del Reino Unido (con lleno total). Luego continuaron por recintos pequeños e íntimos en el Reino Unido, festivales en Europa, y algunas fechas en Estados Unidos y Canadá, donde finalizó.
El EP solo tuvo un sencillo: "Stop For A Minute".

### Strangeland(2012-2013)
Después de la gira de Mt. Desolation, proyecto alterno de Tim Rice-Oxley y Jesse Quin, terminada en noviembre de 2010, la banda se reunió para empezar la preproducción del nuevo álbum de estudio de Keane, cuarto de su carrera. Dos canciones fueron presentadas anteriormente: «Sovereign Light Cafe» (durante el Perfect Symmetry World Tour) y «Disconnected» (durante el Night Train Tour).
Jesse Quin fue incluido oficialmente en la banda el 3 de febrero de 2011, luego de haber sido miembro no oficial desde el 2008, por lo que desde ese momento, Keane se convirtió oficialmente en cuarteto.
Tras dedicar todo 2011 a componer y grabar, el disco se terminó el 12 de enero de 2012. Posteriormente, el 18 de enero Keane anunció dos presentaciones en Bexhill el 9 y 10 de marzo, los cuales servirán para presentar el nuevo disco y tocar nuevas canciones en directo por primera vez. El 10 de febrero Keane terminó la mezcla del álbum. 
La banda lanzó el primer sencillo «Silenced By The Night» el 13 de marzo de 2012 y para abril en el Reino Unido, con una presentación el día anterior en el programa Jimmy Kimmel Live!. Los siguientes sencillos «Disconnected» y «Sovereign Light Cafe» fueron lanzados entre abril y mayo, a la vez fueron grabados videos musicales en ambos casos. El lanzamiento oficial del nuevo álbum de estudio, Strangeland se dio el día 7 de mayo de 2012. 
De nueva cuenta el álbum llegó al número 1 de la lista británica de ventas UK Albums Chart, convirtiéndose así en el quinto lanzamiento de la banda en alcanzar dicha posición en la lista británica. Ellos continuaron durante 2012 y 2013 promocionando el nuevo álbum en la gira Strangeland Tour que visitó Europa, Norteamérica, Sudamérica y Oriente Medio en más de 60 espectáculos.
Del álbum se desprendieron tres sencillos: Silenced By The Night, Disconnected y Sovereign Light Café.

### The Best of Keane, separación temporal yTear Up This Town(2013-2018)
Después de un largo tiempo en gira (marzo de 2012-agosto de 2013), la banda reveló en agosto de 2013 que saldría a la venta su disco recopilatorio "The Best of Keane", que estaría disponible el 11 de noviembre del mismo año, y que contendría los mejores temas de la banda así como 2 canciones nuevas, motivo de los 10 años desde que publicaron "Hopes & Fears" y entraron en la escena musical del Britpop.
El 20 de octubre de 2013 se anunció que la banda se separaría temporalmente, de manera indefinida, para que cada integrante se enfocara en proyectos personales por separado. La separación se hizo efectiva después de que el cuarteto británico lanzó al mercado el recopilatorio, The Best of Keane, el 11 de noviembre. De este recopilatorio se desprendieron dos sencillos: Higher than the Sun y Won't be Broken.
Se anunció que el cantante, Tom Chaplin, lanzará un álbum como solista; que el compositor y tecladista, Tim Rice-Oxley y el bajista, guitarrista y tecladista, Jesse Quin, retomarán Mt. Desolation, proyecto alterno que fundaron en el año 2010, y lanzarán un segundo álbum de estudio; mientras que aún no se sabe que proyectos realizará el baterista, Richard Hughes.
En 2016 la banda volvió a reunirse para presentar la canción "Tear up this town", que forma parte de la banda sonora de la película española-estadounidense "A monster calls", del director Juan Antonio Bayona, que expresó su admiración por la banda y con quien ya habían trabajado en el videoclip de la canción Disconnected, luego del cual mantuvieron una buena relación.
La canción fue compuesta por Tim, que para inspirarse, observó y participó del rodaje de la película. Luego, la banda se reunió a grabar la canción.
Esta pequeña reunion dio lugar a especulaciones entre los fanes del posible regreso de la banda. 
El 6 de febrero de 2019, a través de sus redes sociales la banda anunció que se habían reunido nuevamente como conjunto, y que estaban trabajando en nuevo material, anunciando además para ese año futuras presentaciones. Estrenaron además nuevo logotipo y una nueva foto oficial.
El 30 de mayo de 2019, el periódico The Sun reveló que el nuevo álbum se llamaría Cause and Effect. Una semana después, la banda lanzó el nuevo sencillo.
El 16 de junio de 2019, Keane realizó una lista de canciones en la Isla de Wight Fesitval, siendo el acto de clausura del evento.

### Regreso yCause and Effect(2019-2021)
Hacia finales de 2018, Keane publicó una serie de imágenes crípticas en sus diversas cuentas de redes sociales, insinuando que el cuarteto estaba en el estudio trabajando en nuevo material.
El 17 de enero de 2019, un artículo del periódico The Sun reveló que la banda está planeando "regresar después de seis años de distancia" y que "una fuente cercana a los rockeros ha revelado que la banda está lista para trabajar de nuevo después de ”poner sus diferencias a un lado".
El 6 de febrero, Keane publicó una nueva imagen de ellos juntos en sus diversas cuentas de redes sociales. Esto fue seguido por varios anuncios en sus sitios de Instagram y Facebook de varios festivales en los que la banda actuaría, incluyendo (en orden de anuncio): "Cornbury Music Festival" (6 de julio de 2019), "4ever Valencia Fest" en España (21 de julio de 2019), festival "MEO Marés Vivas" en Portugal (19 de julio de 2019), festival "Noches del Botánico" en Madrid (20 de julio de 2019) y "Hello Festival" en los Países Bajos (9 de junio).
El 17 de mayo de 2019, Keane lanzó una obra titulada Retroactive EP1 con "nuestras actuaciones en vivo archivadas favoritas, demos antiguas y tesoros aleatorios". El 30 de mayo de 2019, el periódico The Sun reveló que el nuevo álbum se llama Cause and Effect. Una semana después, el 6 de junio de 2019, la banda lanzó el primer sencillo del álbum, titulado "The Way I Feel".

## Estilo musical y temas
Tim Rice-Oxley y Dominic Scott fueron los principales escritores de las canciones de la banda durante sus primeros años. Cuando Scott se fue en 2001, Rice-Oxley se convirtió en el compositor principal. Sin embargo, Rice-Oxley acredita al resto de la banda en todas las composiciones, por lo que se comparten las regalías por créditos de canciones. 
Keane suele albergar un sonido amplio, reverberado, melódico, lento a mediano, totalmente orquestado, que de alguna manera recuerda a la carrera temprana y media de Elton John, mientras que sus canciones más planas e introspectivas han traído comparaciones a los gustos de Suede y Jeff Buckley.
Si bien las guitarras han estado (mínimamente) presentes incluso en sus primeros trabajos, su aparición en la mezcla final siempre ha sido muy leve, e incluso hoy en día Chaplin se ha convertido en un guitarrista casi a tiempo completo en la banda, ese instrumento nunca se presenta. tan prominente como para ser más que apenas notado. Por este motivo, se les ha llamado "la banda sin guitarras", gracias a su sonido basado en el piano. Al usar los efectos de demora y distorsión en sus pianos y teclados similares, a menudo crean sonidos que no son reconocibles inmediatamente como piano. Rice-Oxley dijo durante una entrevista en Los Ángeles que tienden a pensar que la música relacionada con el piano es aburrida y que lo que realmente querían hacer era probar algo diferente. Se refirió al piano como un instrumento extraño para formar parte de una instrumentación de banda de rock, comparándolo con el conjunto de instrumentos de The Beatles. El piano de distorsión de Rice-Oxley ha sido clave para la mayoría del estilo multifacético de Keane y, definitivamente, su activo más reconocible.
El estilo vocal de Tom Chaplin se mide y se entrega con elegancia; no usa agallas y no maneja su voz cuando la música aumenta, subiendo en volumen en lugar de agresión como la mayoría de los otros cantantes de rock son propensos a hacer. Por lo tanto, el sonido característico de Keane es una marca de pop-rock romántico, suave, refinado, pero con cuerpo, que no se contrae ni se sobrepone, sino que logra elevarse utilizando la orquestación y otros medios de arreglo.
En cuanto a las letras, durante sus primeros años, la mayoría de las canciones eran sobre el amor o las relaciones rotas (en particular, "She Has No Time" y "On a Day Like Today"). Sin embargo, otros temas, como la relación entre Rice-Oxley y Chaplin, han surgido en composiciones como Broken Toy. Otros temas han sido explorados; por ejemplo, "Is It Any Wonder?" y "A Bad Dream" tratan sobre la guerra. La mayoría de los temas de Cause and Effect (2019) hablan sobre la relación de Rice-Oxley y su expareja.

### Influencias
La banda ha citado artistas como Rufus Wainwright, U2, Nick Drake, Blur, Oasis, Depeche Mode, R.E.M., Massive Attack, David Bowie, The Beatles, Paul Simon, Genesis, A-ha, The Cult, Simple Minds, Radiohead, Pet Shop Boys, Queen, Blondie y Michael Jackson como influencias. "Creo que nuestra principal influencia es el escribir canciones de rock que lleguen a ser clásicas más que alguna banda en particular -adoramos a personas como Nick Drake que vierten mucha emoción en sus canciones y escriben álbumes que serán recordados por muchos años- álbumes que estarán en las colecciones musicales de las personas por el resto de sus vidas".

## Discografía

### Álbumes de estudio
- 2004 Hopes and Fears
- 2006 Under the Iron Sea
- 2008 Perfect Symmetry
- 2012 Strangeland
- 2019 Cause and Effect
- 2024 Hopes and Fears 20[44][45]

### EP
- 2008 Retrospective EP 1: Everybody's Changing
- 2010 Night Train
- 2010 Retrospective EP 2: Sunshine
- 2019 Retroactive EP 1
- 2019 Retroactive EP 2
- 2020 Retroactive EP 3
- 2021  Dirt EP

### Álbumes en vivo
- 2005 Live Recordings 2004
- 2006 Live in the UK 2006
- 2008 Live Recordings European Tour 2008
- 2010 iTunes Festival London 2010
- 2020 Live in Asunción
- 2021 Live at Largo 2008

### Álbumes recopilatorios
- 2013 The Best of Keane

## Premios y nominaciones
| Año  | Premio                     | Categoría                           | País           | Por                  | Resultado |
| ---- | -------------------------- | ----------------------------------- | -------------- | -------------------- | --------- |
| 2004 | Q Magazine                 | Mejor álbum                         | Inglaterra     | Hopes and Fears      | Ganadores |
| 2004 | Q Magazine                 | Mejor artista revelación            | Inglaterra     | Hopes and Fears      | Nominados |
| 2004 | Premios Onda               | Mejor banda internacional           | España         | Hopes and Fears      | Ganadores |
| 2004 | Mercury Music Prize Awards | Mejor álbum                         | Gran Bretaña   | Hopes and Fears      | Nominados |
| 2005 | Brit Awards                | Mastercard Mejor álbum              | Gran Bretaña   | Hopes and Fears      | Ganadores |
| 2005 | Brit Awards                | Mejor artista revelación            | Gran Bretaña   | Hopes and Fears      | Ganadores |
| 2005 | Brit Awards                | Mejor banda británica               | Gran Bretaña   | Hopes and Fears      | Nominados |
| 2005 | Brit Awards                | Mejor sencillo británico            | Gran Bretaña   | Everybody's Changing | Nominados |
| 2005 | World Music Awards         | Mejor grupo de rock mundial         | Internacional  | Hopes and Fears      | Nominados |
| 2005 | World Music Awards         | Grupo con mayores ventas mundiales  | Internacional  | Hopes and Fears      | Nominados |
| 2005 | MTVU Woody Awards          | Favorite International Artist Award | Internacional  | Hopes and Fears      | Nominados |
| 2005 | Echo Awards 2005           | Mejor revelación internacional      | Alemania       | Hopes and Fears      | Nominados |
| 2005 | ASCAP/PRS Awards           | College Award                       | Reino Unido    | Hopes and Fears      | Ganadores |
| 2006 | GQ Awards                  | Banda del año                       | Gran Bretaña   | Under the Iron Sea   | Ganadores |
| 2006 | Q Awards                   | Mejor álbum                         | Gran Bretaña   | Under the Iron Sea   | Nominados |
| 2006 | MTV European Music Awards  | Mejor banda                         | Europa         | Under the Iron Sea   | Nominados |
| 2006 | MTV European Music Awards  | Mejor rock                          | Europa         | Under the Iron Sea   | Nominados |
| 2006 | Grammy Awards              | Mejor artista revelación            | Estados Unidos | Under the Iron Sea   | Nominados |
| 2007 | Grammy Awards              | Mejor actuación vocal               | Estados Unidos | Is It Any Wonder?    | Nominados |
| 2008 | Q Awards                   | Canción del año                     | Gran Bretaña   | Spiralling           | Ganadores |
| 2008 | Q Best of 2008             | Mejor álbum del año                 | Gran Bretaña   | Perfect Symmetry     | Ganadores |
| 2008 | Q Best of 2008             | Mejor canción del año               | Gran Bretaña   | Perfect Symmetry     | Ganadores |
| 2010 | Brits Awards               | Mejor álbum de los últimos 30 años  | Gran Bretaña   | Hopes and Fears      | Nominados |
| 2012 | Q Awards                   | Mejor video del año                 | Gran Bretaña   | Disconnected         | Ganadores |

## Miembros de la banda

### Miembros actuales
- Tom Chaplin - voz, guitarras, piano, teclados, órgano (desde 1997)
- Tim Rice-Oxley - teclados, piano, sintetizadores, guitarras, bajo (desde 1995), coros (desde 1997), voz (1995-1997)
- Jesse Quin - bajo, guitarras, percusión, sintetizadores, coros (desde 2007)
- Richard Hughes - batería, percusión, coros (desde 1995)

### Miembros anteriores
- Dominic Scott - guitarras, teclados, coros (1995-2001)

## Giras
- Hopes and Fears Tour (2004-2005)
- Under the Iron Sea Tour (2006-2007)
- Perfect Symmetry World Tour (2008-2009)
- Night Train Tour (2010)
- Strangeland Tour (2012-2013)
- Cause and Effect Tour (2019-2020)
- Hopes and Fears 20 Tour (2024-)